# 黄雨婷
黄雨婷（2006年9月3日—），浙江省台州市黄岩区人，就读于黄岩第二高级中学，中国女子射击运动员。

## 生平

### 早年经历与教育
黄雨婷出生于浙江省台州市黄岩区上郑乡仙石村。由于黄雨婷的家乡是小有名气的“武术之乡”，幼年的黄雨婷开始习武，为后来的射击训练打下良好基础。2016年，黄雨婷被送入台州市武术协会少林分会，师从穆宗堂屠灵斌学习功法。此后她多次参加台州国际武术节获得多枚金牌。黄雨婷进入射击队训练后，她仍坚持习武。在2021年浙江省射击射箭自行车运动管理中心举办的春节团拜会上，黄雨婷在台上表演太极剑节目。除武术外，黄雨婷也曾学习过民族舞。
黄雨婷先后在黄岩西江小学、城关中学就读，高中就读于黄岩第二高级中学。

### 职业生涯
2016年暑假，黄雨婷入选黄岩区少体校射击步枪队暑期集训队，师从林克寒和梁钧。2017年1月，正式加入黄岩射击步枪队。2018年，黄岩区少体校赴福建宁德集训，黄雨婷在每场比赛中均能进入决赛。随后教练组决定对黄雨婷作为重点选手培养，开始一对一训练。同年，黄雨婷在浙江省运会女子乙组10米气步枪项目上取得铜牌。2019年，黄雨婷在江苏南京举行的全国U18射击锦标赛获得三枚金牌。其在比赛期间因电子靶故障无法显示成绩造成发挥不利，但最后仍然取得了金牌。同年被国家体育总局授予“国家级运动健将”技术等级。
2020年11月，黄雨婷进入浙江省射击队。次年在浙江省青少年射击冠军赛中，先后打破女子甲级10米气步枪60发资格赛和决赛的两项省纪录。此后被国家射击队入选为东京奥运会备战集训调训运动员，在所有备战运动员中为年龄最小。由于技术与能力尚未成熟，黄雨婷未能入选东京奥运会中国队参赛名单，后回到省队训练。2021年的第十四届全运会上，黄雨婷作为浙江队年龄最小的选手参加比赛，最终获得女子10米气步枪第7名。
2022年，在埃及开罗举行的世界射击锦标赛上，黄雨婷作为年纪最小的选手夺得2枚金牌、1枚银牌，取得巴黎奥运会的参赛资格。2023年国际射联世界杯印度站比赛期间，黄雨婷获得2枚金牌，后被国家体育总局授予“国际级运动健将”技术等级，之后在2023年世界射击锦标赛上与盛李豪搭档，取得混合团体项目的冠军。杭州亚运会比赛期间，黄雨婷共获得三枚金牌，成为杭州亚运会首个获得三枚金牌的运动员，同时打破两项亚运会纪录。
2024年5月，在2024年国际射联世界杯阿塞拜疆巴库站比赛期间，黄雨婷搭档盛李豪，在10米气步枪混团项目中再次夺得冠军；6月的慕尼黑站赛事中，黄雨婷在10米气步枪混合团体赛和女子10米气步枪个人赛中夺得冠军。7月27日，在巴黎奥运会10米气步枪混合团体决赛中，黄雨婷与盛李豪夺冠，一同取得该届奥运会的首枚金牌。之后在29日举行的女子10米气步枪决赛中，黄雨婷与韩国选手潘晓真同时打出251.8环奥运纪录的成绩，但在最后的加赛中以0.1环之差失利，最终获得一枚银牌。10月15日，在印度新德里举办的2024年国际射联射击世界杯上，黄雨婷以254.5环的成绩夺得冠军，实现了奥运会、世锦赛、世界杯三大国际赛事的大满贯。

## 荣誉
2023年，黄雨婷入选福布斯中国公布的中国“30位30岁以下精英”榜单。

## 家庭
其妹妹黄雨茜受到姐姐的影响，亦成为一名射击运动员。截至2024年，黄雨茜的成绩位居省比赛前六名水平。

## 轶事
黄雨婷在微博的昵称为“A阿条本条”。据她本人所述，她小时候有朋友将她的名字读成了“黄雨条”，于是有了“阿条本条”的昵称，许多网民亦以“阿条姐”的昵称来称呼她。